# Экономика украинского Полесья
Полесский экономический район — экономическая область на севере Украины, расположенная в историко-этнографическом регионе Украинское Полесье.

## Общая информация
Украинское Полесье имеет достаточно выгодное географическое положение. Через этот регион проходят транспортные артерии, соединяющие Украину с Беларусью, частично — с Россией и Западной Европой. Таким образом, Полесье является связующим звеном, с одной стороны, между Украиной и Беларусью, Польшей, странами Северной Европы и Балтии, а с другой — между Россией и Западной Европой. Стратегическое положение региона позволяет активно привлекать Полесье не только к развитию межрегиональных внутриукраинских связей, но и к торговым и производственных взаимоотношений Украины с другими государствами, создания свободных экономических зон, развития международной системы торговли, транспорта и связи, создания зон межрегионального и межгосударственного сотрудничества.
Главными условиями, которые определили специфические черты современного производственного потенциала Полесья, выступают, во-первых, особая структура природно-ресурсного потенциала, в которой доминирует доля сельскохозяйственных ресурсов, во-вторых, длительная аграрно-промышленная специализация хозяйства региона. В 90-е годы в промышленности, особенно в сельском хозяйстве, произошло существенное моральное и физическое старение основных фондов. Во многих отраслях фактически прекратилось наращивание и обновление производственных мощностей. Особый урон при этом нанесён отраслям специализации экономического района — лёгкой промышленности, машиностроению и сельскому хозяйству. Ненадлежащим образом используется производственный потенциал, сконцентрированный в зоне радиоактивного загрязнения. Особенно это касается предприятий агропромышленного комплекса.
В территориальной структуре общественного производства (по производству валовой добавленной стоимости в расчете на душу населения) лучшими показателями характеризуется Черниговская область, худшими — Волынская.
Анализ отраслевой структуры валовой добавленной стоимости свидетельствует, что хозяйственный комплекс Полесья по сравнению с остальной Украиной отличается большей долей сельского хозяйства и относительно меньшим удельным весом промышленности, транспорта и связи, строительства, жилищно-коммунального хозяйства, сферы услуг. Для сбалансирования территориально-хозяйственных пропорций приоритетами структурной политики стали именно эти отрасли хозяйства при сохранении общей агропромышленной ориентации региональной экономики.

## Энергетика
Учитывая присущий региону дефицит энергоносителей, энергетическую базу района составляют, наряду с собственными (уголь каменный и бурый, газ, нефть и торф, дрова), импортные энергетические ресурсы. Основными рынками сбыта продукции промышленного и сельскохозяйственного комплексов Полесья является собственный внутренний, а также рынки других экономических районов Украины, на которые поступает продукция машиностроения, пищевой и лёгкой промышленности, строительные материалы. Продукция топливной промышленности, однако, потребляется в основном в пределах Полесья.
Специализацию промышленного комплекса района проявляет сравнения отраслевой структуры товарной продукции промышленности Украины и Полесья. Так, если во всеукраинской структуре промышленной продукции доминирует продукция топливно-энергетического и металлургического комплекса (в совокупности 47,5% от общей продукции), то для Полесья преобладающей является продукция перерабатывающих отраслей (пищевой и легкой промышленности вместе).
Удельный вес продукции топливно-энергетического комплекса и металлургии в целом составляет в Полесье только 26,6%, причём последняя практически не представлена (1,2%), хотя топливная промышленность и энергетика превышают общеукраинский показатель. Доля продукции пищевой и перерабатывающей промышленности для Полесского экономического района превышает 37% при среднеукраинском показателе — 19,1%. Другими отраслями специализации района является деревообрабатывающая и целлюлозно-бумажная, лёгкая и промышленность строительных материалов.

## Промышленность
Анализ динамики производства промышленной продукции в Украине и Полесском районе за 1990—2002 гг. в целом показывает, что в основном тенденции спада промышленного производства в Полесском экономическом районе соответствуют общеукраинским. Однако, негативных признаков в регионе было больше, чем в стране в целом. К пику кризисного периода 90-х годов наблюдалось сокращение объёмов промышленного производства. Тенденции отставания наблюдались в районе и в период стабилизации промышленного производства (1998—2000 гг.). Как уже отмечалось, общими для всех областей Полесья отраслями промышленной специализации стали лёгкая и пищевая промышленность, машиностроение и металлообработка, а также лесная, деревообрабатывающая и целлюлозно-бумажная отрасль; строительная индустрия. Кроме перечисленных, отраслями специализации являются: в Ровенской области — электроэнергетика, химическая и нефтехимическая промышленность, в Волынской и в Черниговской — топливная отрасль, которые и определяют место Полесья в межрегиональном разделении труда в стране. Основные промышленные предприятия района используют местные сырьевые ресурсы, хотя отдельные производства (в лёгкой, химической и нефтехимической промышленности, в энергетике) используют и сырьевые материалы, и полуфабрикаты, поступающие из других регионов.

## Сельское хозяйство
Ведущую роль в экономике региона традиционно играют сельское хозяйство, пищевая и лёгкая промышленность. Учитывая специфику природно-климатических условий, сельское хозяйство Полесья специализируется на скотоводстве молочно-мясного направления, свиноводстве, выращивании картофеля, льна, зерна, сахарной свеклы, овощей, ягод, плодов, культурных грибов и консервов из них. Имеется развитое птицеводство. В структуре посевных площадей сельскохозяйственных культур Полесья, как и в остальной Украине, доминируют зерновые культуры (в 2002 г. — 50,2% посевных площадей района и 55,8% в остальной стране). Здесь производится 9,1% от общеукраинского производства зерна, 13,1% сахарной свеклы, 24,1% картофеля, 10,1% овощей, 13,3% мяса, 16,5% молока, 11,1% яиц.

## Видеоматериалы
- С.Гуменюк: Ми робимо с Полісся пустелю!   (укр.)